# Kaplöwenzahn
Der Kaplöwenzahn (Arctotheca calendula), auch Ringelblumen-Arctotheca genannt, ist eine Pflanzenart aus der Gattung Arctotheca innerhalb der Familie der Korbblütler (Asteraceae). Sie kommt im südlichen Afrika vor und ist in vielen Gebieten der Welt ein Neophyt.

## Beschreibung

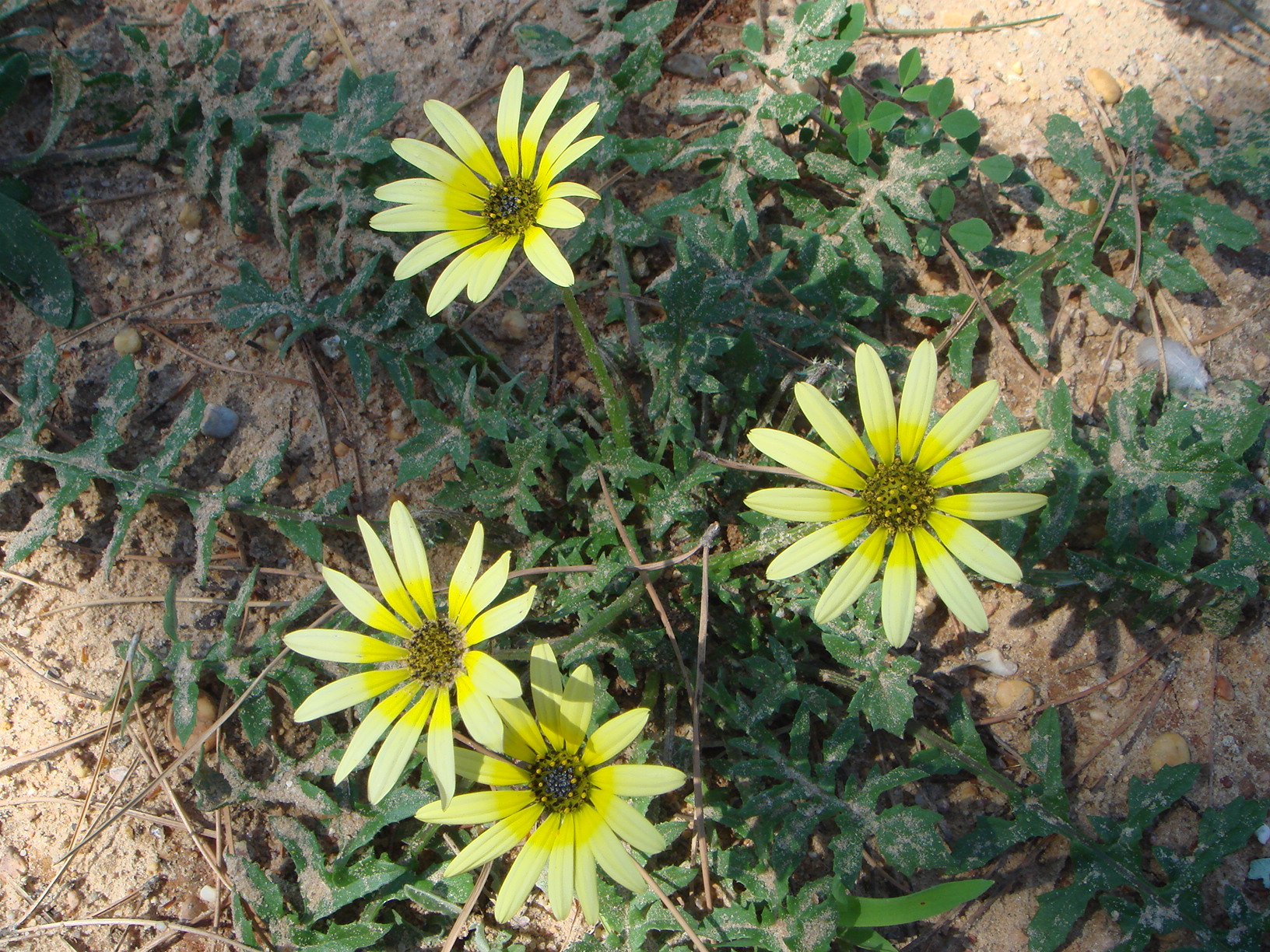
Habitus und Laubblätter

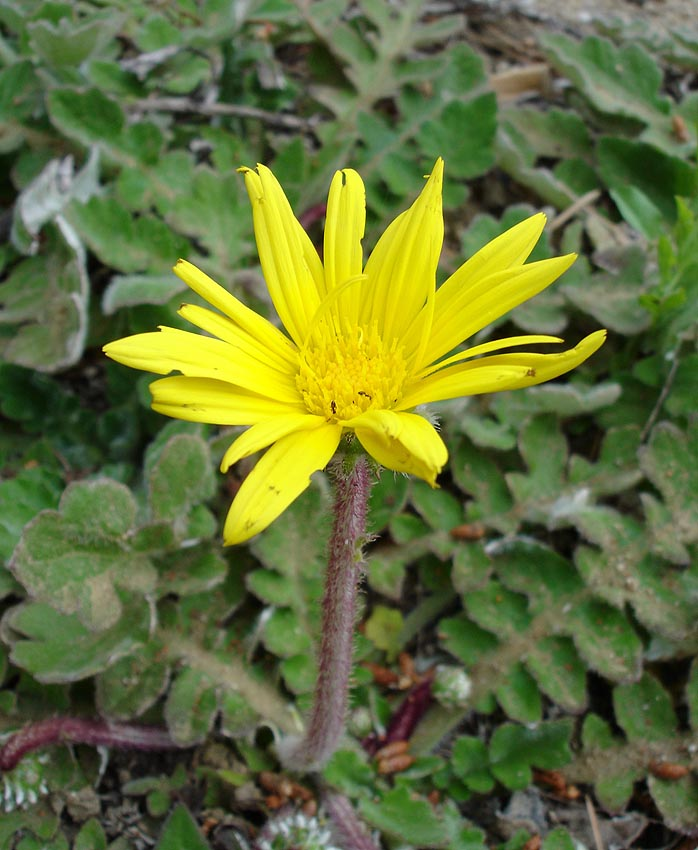
Blütenstandsschaft und Blütenkorb

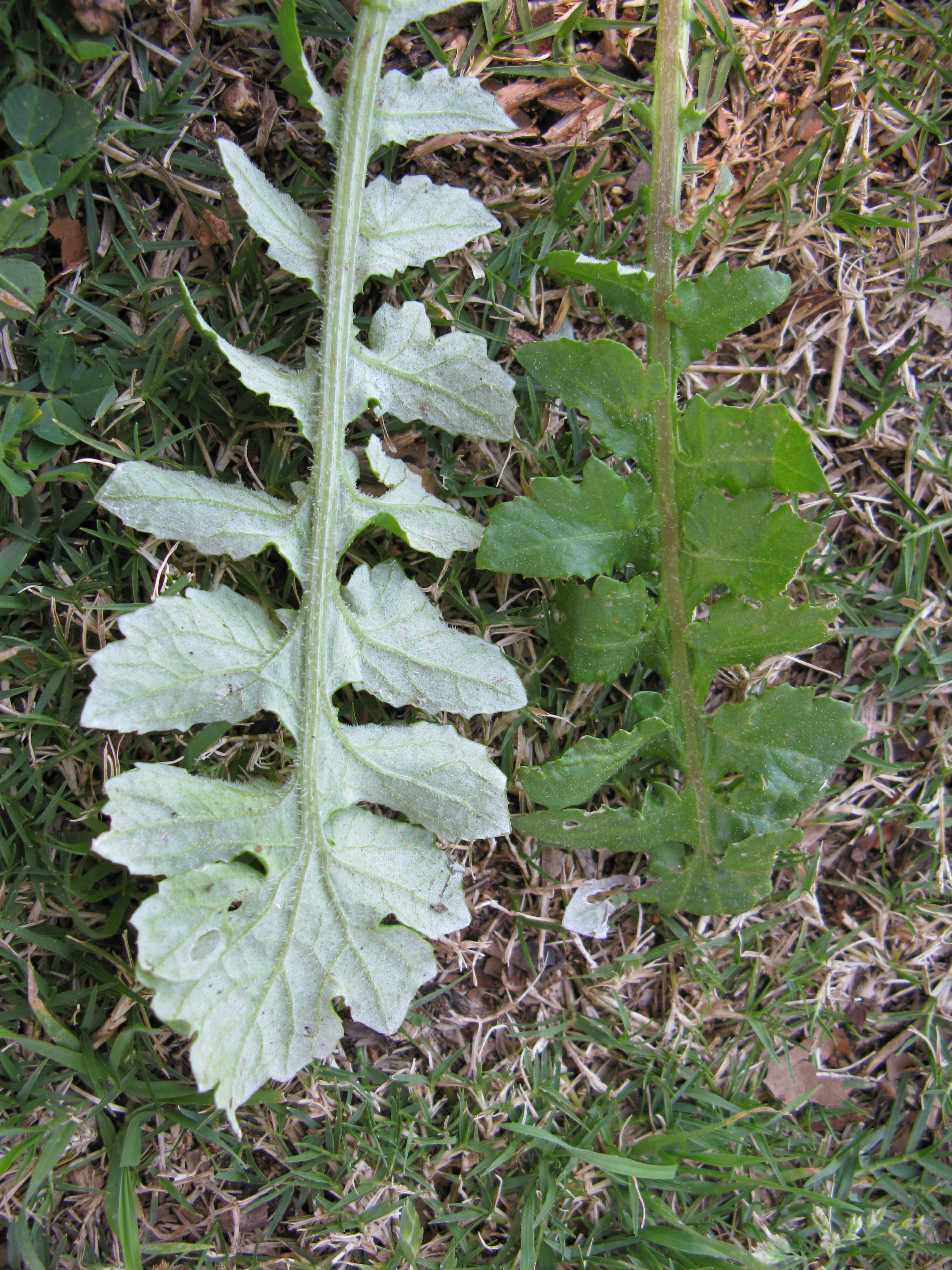
Blattunter- und -oberseite

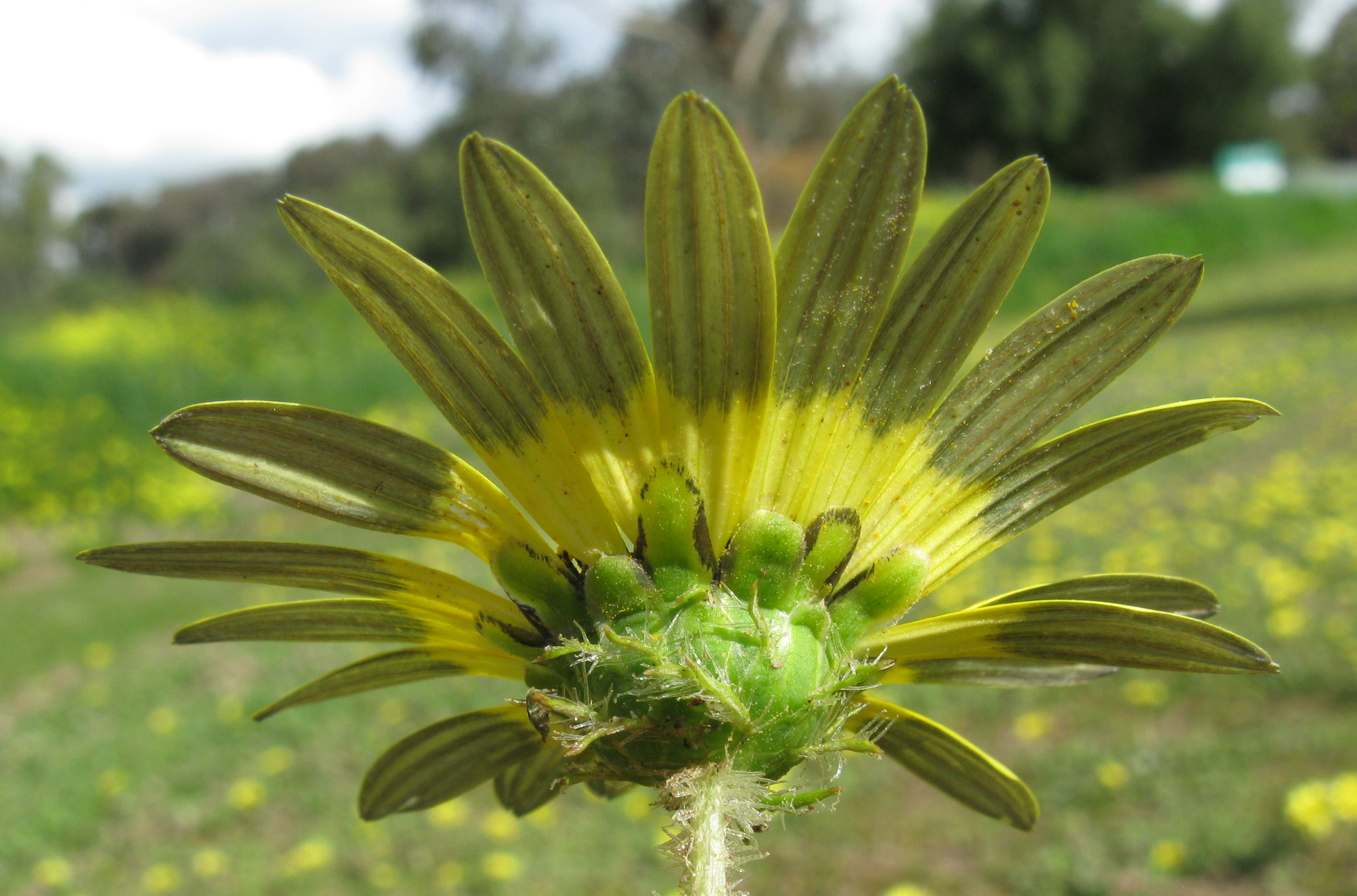
Blütenkorb von unten mit den Hüllblättern und Zungenblüten

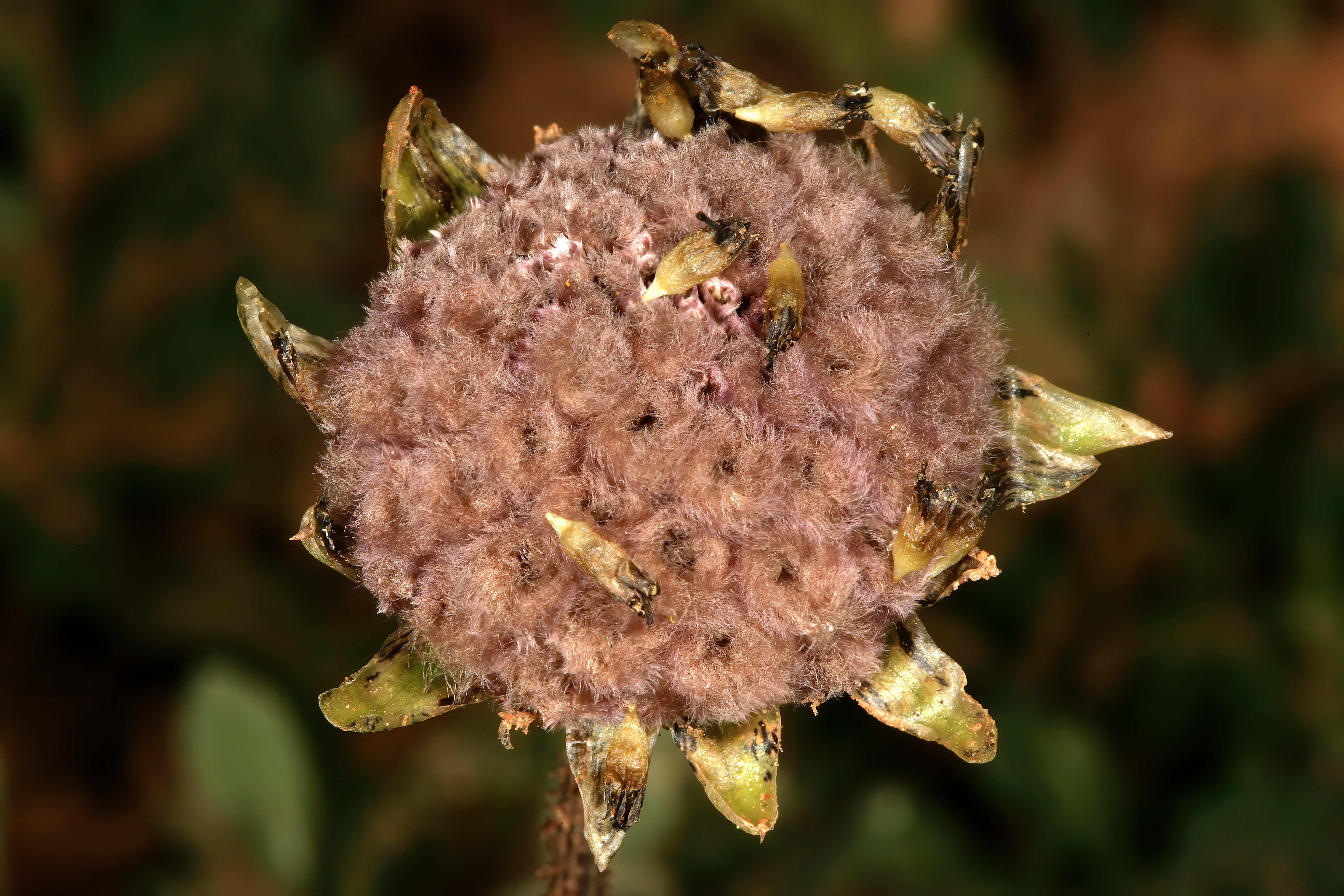
Fruchtstand

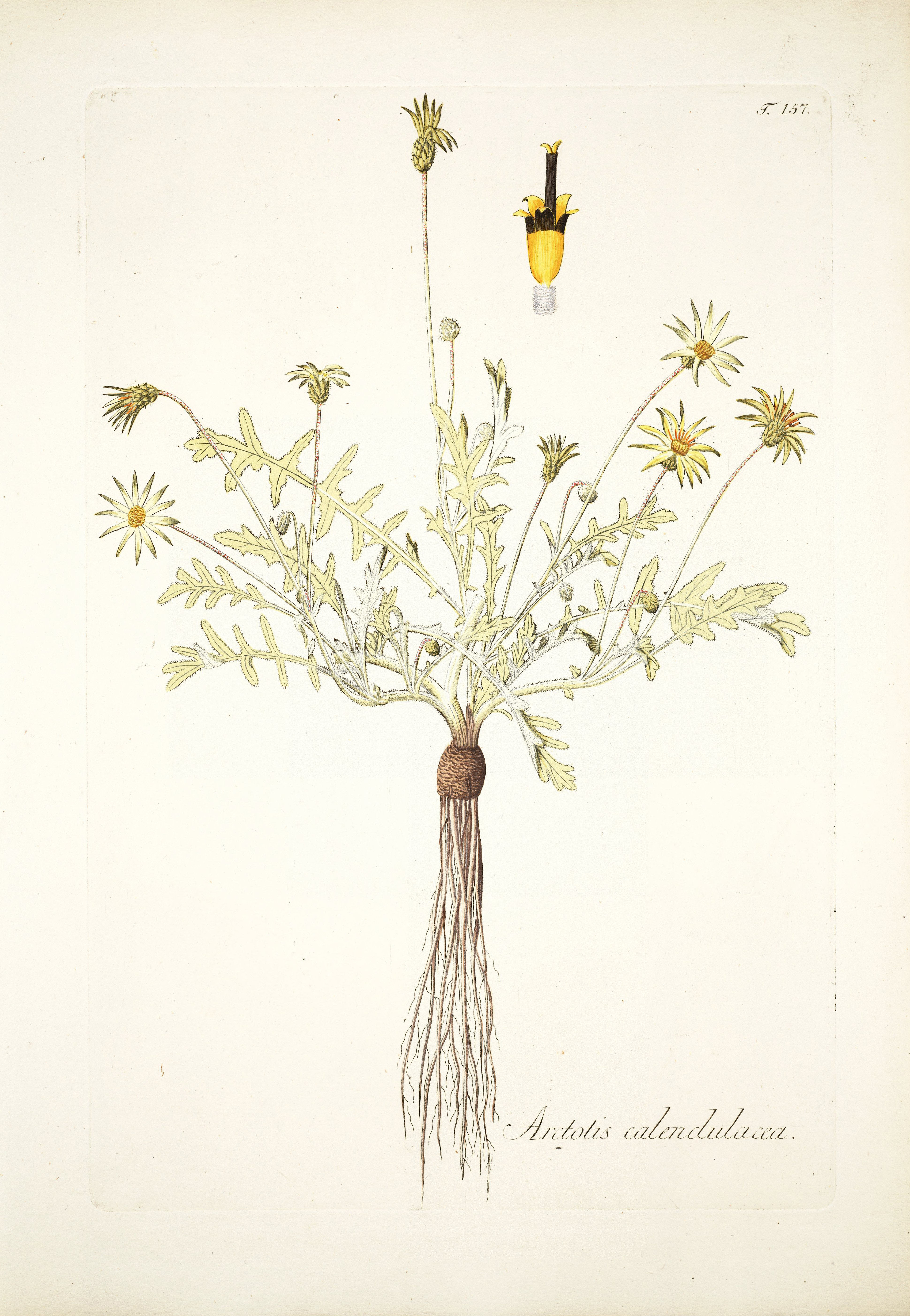
Illustration

### Vegetative Merkmale
Der Kaplöwenzahn ist eine einjährige, krautige Pflanze und erreicht Wuchshöhen von 30 bis 60 Zentimetern. Es werden kriechende Ausläufer gebildet.
Die in einer grundständigen Rosette und am Stängel verteilt angeordneten Laubblätter sind in Blattstiel und -spreite gegliedert. Die Blattspreite ist bei einer Länge von 5 bis 25 sowie einer Breite von 2 bis 5 Zentimetern die obersten fast einfach und verkehrt-eiförmig; die unteren fiederlappig bis leierförmig fiederspaltig. Die Blattoberseite in fein spinnwebartig behaart und die -unterseite ist dicht weiß filzig oder wollig behaart.

### Generative Merkmale
Die Blütezeit liegt in Südafrika im Winter, Frühling bis Frühsommer und reicht von Juli bis November. In Südeuropa ist die Blütezeit aber März bis Juni. Die Blütenkörbe befinden sich auf meist 15 bis 20 (10 bis 25) Zentimeter langen blattachselständig Blütenstandsschäften. Die Blütenkörbe weisen einen Durchmesser von ca. 5, 2,5 bis 4, selten bis zu 6 Zentimetern auf. Das bei einem Durchmesser von etwa 1,5 Zentimetern halbkugelige Involucrum besteht aus mehreren Reihen von Hüllblättern. Die äußeren Hüllblätter sind breit-lanzettlich, überwiegend krautig, grün, wollig behaart mit einem trockenhäutig Rand und oft an der Spitze mit einem fiederschnittigen häutigen Anhängsel und endet in einer zurückgebogenen Spitze. Die inneren Hüllblätter sind fast ganz trockenhäutig mit stumpfem oberen Ende.
In einem Blütenkorb sind weniger als 20 (6 bis 13, selten bis zu 17) Zungenblüten vorhanden. Die immer sterilen Zungenblüten sind auf der Oberseite gelb bis orangefarben und auf der Unterseite grünlich oder purpurfarben überhaucht; ihre Zunge ist 2 bis 3, selten bis zu 4 Millimeter breit. Die vielen Röhrenblüten sind gelb oder purpurfarben, möglicherweise manchmal auch braun.
Die ungefähr 3 Millimeter langen Achänen sind rosafarben-braun und seidig wollig behaart. Der Pappus aus wenigen (6 bis 9 oder 0) in einer Reihe angeordneten Pappusschuppen, die mehr oder weniger von den wolligen Haaren verdeckt sind.
Die Chromosomenzahl beträgt 2n = 18.

## Ökologie
Die Blütenkörbe werden hauptsächlich von Bienen und Schmetterlingen besucht, durch die auf die Bestäubung erfolgt.

## Vorkommen
Arctotheca calendula kommt im südlichen Afrika in Lesotho und in den südafrikanischen Provinzen KwaZulu-Natal, Ost-, Nord- sowie Westkap vor. Arctotheca calendula gedeiht im südlichen Afrika im Namaqualand sowie in der Karoo und bis zur Kaphalbinsel sowie ostwärts bis Humansdorp und erreicht KwaZulu-Natal. In beispielsweise Süd-, Mittel- sowie Nordeuropa, auf den Azoren sowie auf den Kanarischen Inseln, in Israel, Japan, Australien, Neuseeland, Kalifornien (dort seit 2001 bekannt) und in Argentinien sowie Chile ist der Kaplöwenzahn ein Neophyt.
In Südafrika kommt Arctotheca calendula verbreitet vor. Arctotheca calendula gedeiht in Südafrika in Küstengebieten, an Straßenrändern, auf alten Farmland und auf gestörten Standorten. Der Kaplöwenzahn wächst an Küsten auf ruderalen Sandböden.

### Taxonomie
Die Erstveröffentlichung erfolgte 1753 unter dem Namen (Basionym) Arctotis calendula durch Carl von Linné in Species Plantarum, Tomus II, S. 922. Die Neukombination zu Arctotheca calendula (L.) Levyns wurde 1942 durch Margaret Rutherford Bryan Levyns in Journal of South African Botany, Volume 8, Issue 4, S. 284 veröffentlicht. Als Lectotypus wurde „Herb. Linn. 1036.7 (LINN/A:1036.7)“ durch D. O. Wijnands in Bot. Commelins 66, A.A. Balkema, Rotterdam, 1983 festgelegt. Weitere Synonyme für Arctotheca calendula (L.) Levyns sind: Arctotheca calendulaceum (L.) K.Lewin, Cryptostemma calendulaceum (L.) R.Br. Das Artepitheton calendula bezieht sich wahrscheinlich auf die Ähnlichkeit mit der Gattung Calendula. Calendula bedeutet „kleiner Kalender“ und wurde vom altgriechischen Wort kalendae abgeleitet, das den „ersten Tag des Monats“ bedeutet und bezieht sich vielleicht auf seine lange Blütezeit.

## Nutzung
Der Kaplöwenzahn wird selten als Zierpflanze für Sommerblumenbeete, Steingärten und Böschungen genutzt. Er wird als Bodendecker verwendet. Arctotheca calendula ist seit spätestens 1739 in Kultur.

## Invasive Pflanze und verursachte Nachteile
Als Gartenformen gibt sterile Arctotheca calendula, diese vermehren sich über Ausläufer. Der fertile Typ von Arctotheca calendula vermehrt sich leicht über ihre Diasporen, die Achänen. Beide Formen neigen dazu, zu einem lästigen „Unkraut“ zu werden. Sie gedeiht in vielen Gebieten der Welt auf Wiesen und Feldern.
Der Kaplöwenzahn kann bei sensitiven Individuen Allergien sowie Dermatitis verursachen und sich negativ auf die Landwirtschaft auswirken.

## Trivialnamen
Trivialnamen in anderen Sprachen sind:
- Englische Sprache: Cape marigold, Cape weed, Cape dandelion,[6] plain treasure-flower[9]
- Afrikaans: botterblom, gousblom, soetgousblom, tonteldoekblom, Kaapse madeliefie[6]
- isiXhosa: isiqwashumbe[6]
- Spanische Sprache: filigrana pequena[9]
- Portugiesische Sprache: erva-gorda, venidium[9]